# Farmland (Indiana)
Farmland es un pueblo ubicado en el condado de Randolph en el estado estadounidense de Indiana. En el Censo de 2010 tenía una población de 1333 habitantes y una densidad poblacional de 969,25 personas por km².

## Geografía
Farmland se encuentra ubicado en las coordenadas 40°11′22″N 85°7′38″O / 40.18944, -85.12722. Según la Oficina del Censo de los Estados Unidos, Farmland tiene una superficie total de 1.38 km², de la cual 1.38 km² corresponden a tierra firme y (0%) 0 km² es agua.

## Demografía
Según el censo de 2010, había 1333 personas residiendo en Farmland. La densidad de población era de 969,25 hab./km². De los 1333 habitantes, Farmland estaba compuesto por el 97.3% blancos, el 0.15% eran afroamericanos, el 1.35% eran amerindios, el 0.08% eran asiáticos, el 0% eran isleños del Pacífico, el 0.15% eran de otras razas y el 0.98% pertenecían a dos o más razas. Del total de la población el 1.05% eran hispanos o latinos de cualquier raza.